# Montfleury (Tunis)

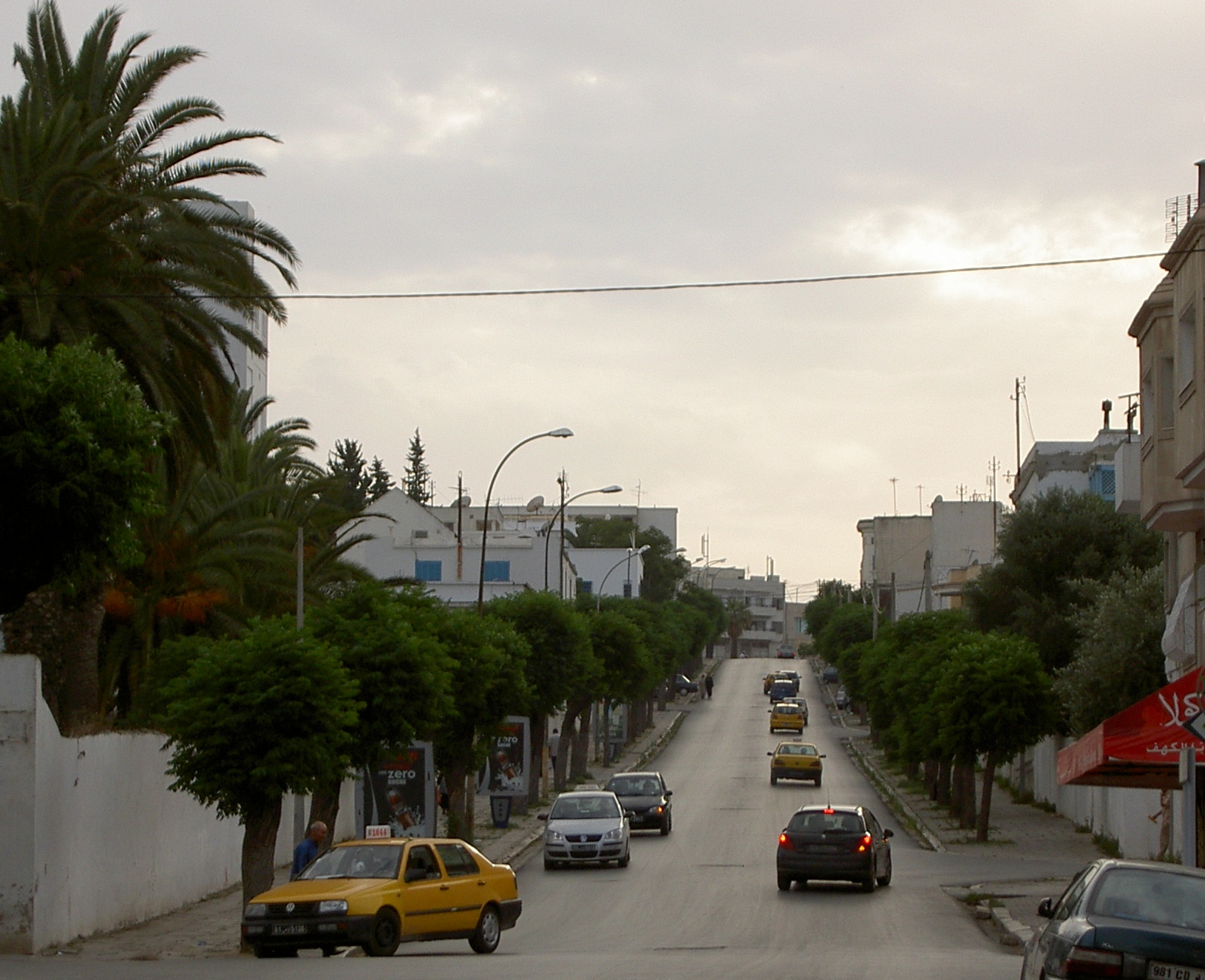
Entrée du quartier de Montfleury.

Montfleury (arabe : مونفلوري) est un quartier situé au sud-ouest de Tunis, capitale de la Tunisie.

## Histoire
C'est l'un des premiers espaces aménagés sous le protectorat français. Contigu à la médina de Tunis, il s'étend entre Bab Jedid et la rue Abou el Kacem Chebbi au nord, Bab Alioua à l'est, Bab El Gorjani à l'ouest et l'avenue Taha-Hussein au sud. De nos jours, Montfleury appartient à Sidi El Béchir, l'une des délégations de la municipalité de Tunis.

## Santé
On y trouve l'hôpital Habib-Thameur, l'hôpital militaire de Tunis et le Centre d'assistance médicale urgente et de réanimation de Tunis.

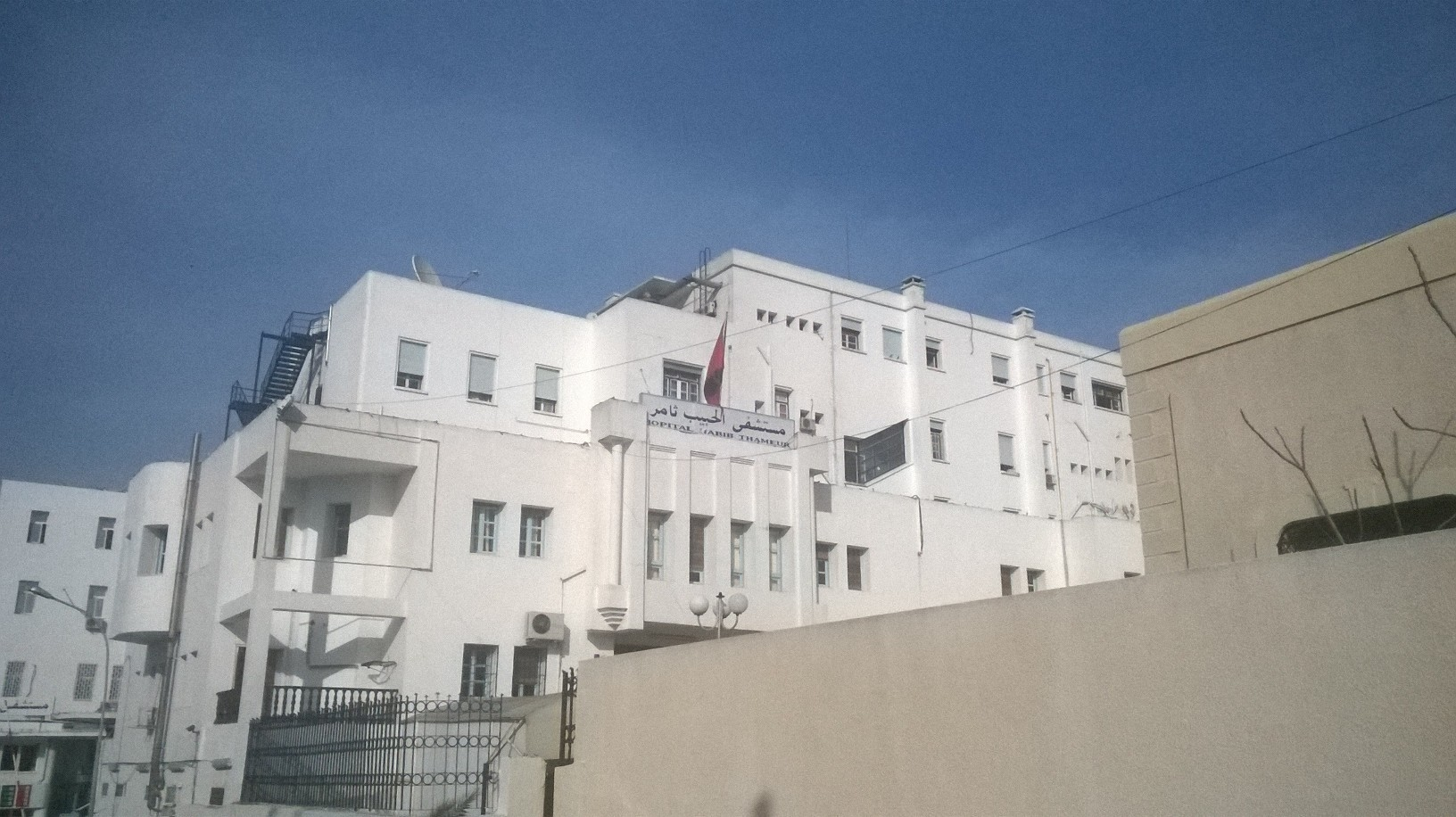
Hôpital Habib-Thameur.
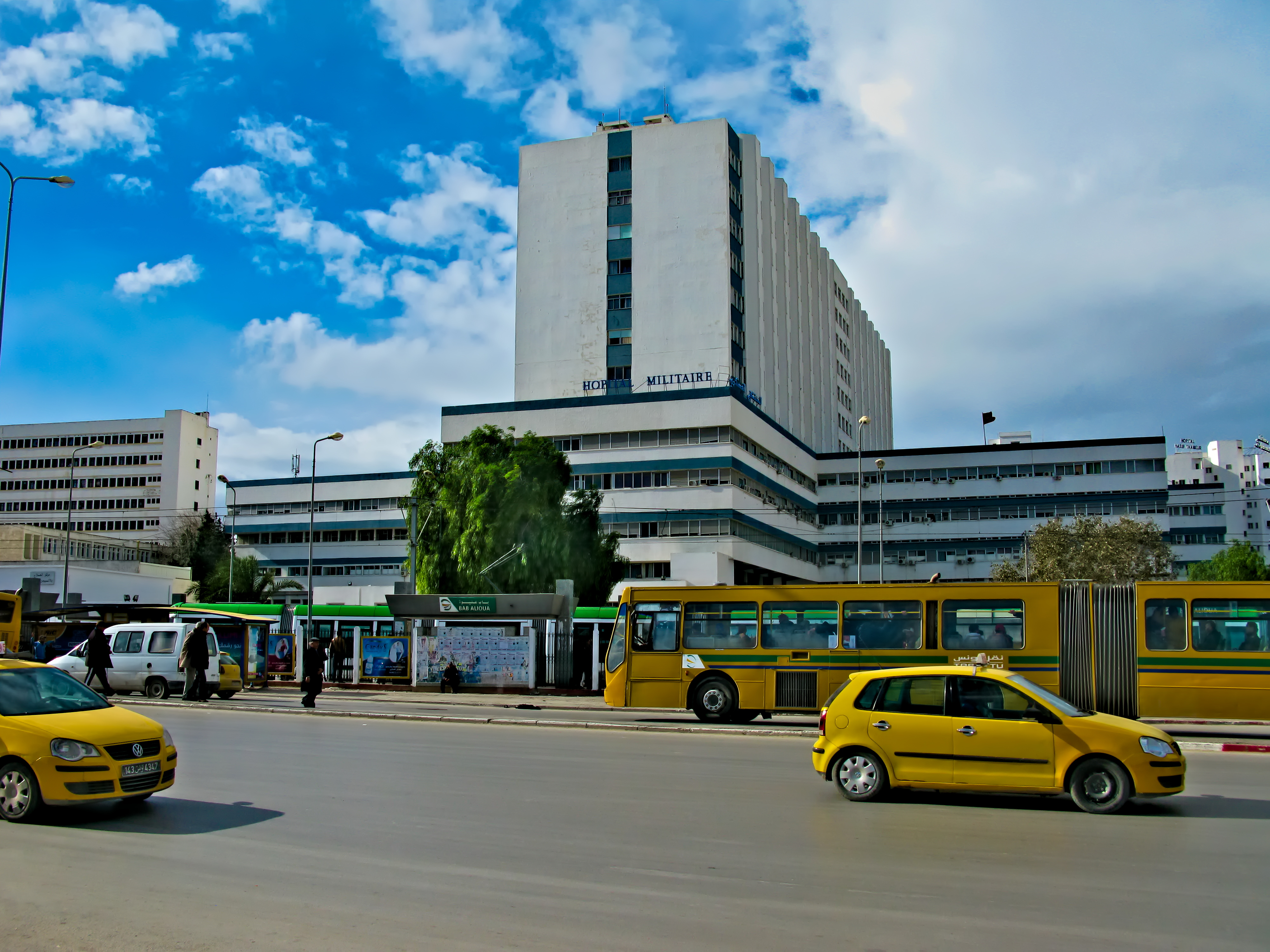
Hôpital militaire.
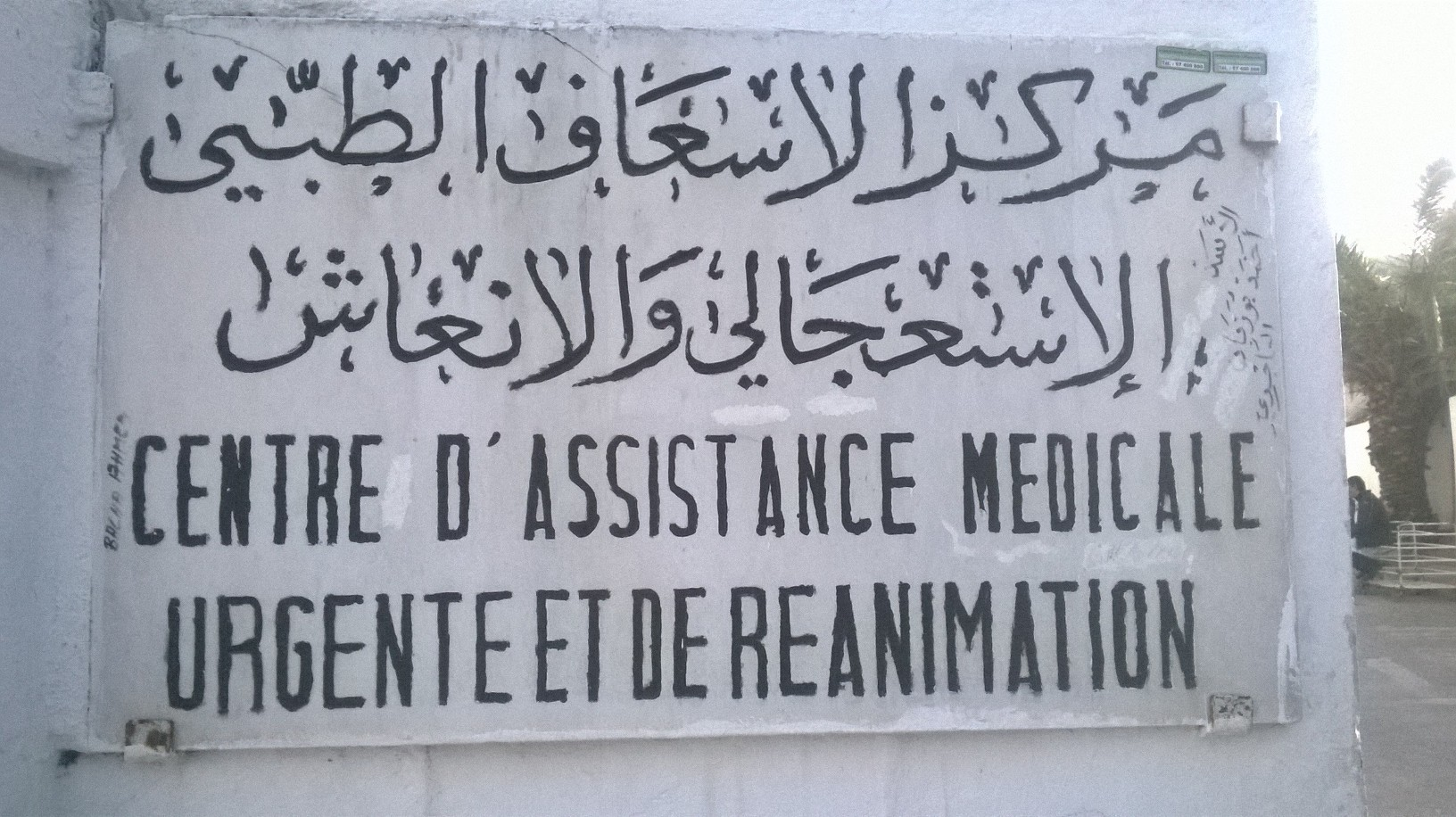
Centre d'assistance médicale urgente et de réanimation.

## Éducation
L'École supérieure des sciences économiques et commerciales de Tunis, l'École supérieure des sciences et techniques de Tunis, l'Institut préparatoire aux études d'ingénieurs de Tunis et le Centre d'études de Carthage sont les principaux établissements éducatifs du quartier qui dispose d'un foyer universitaire.

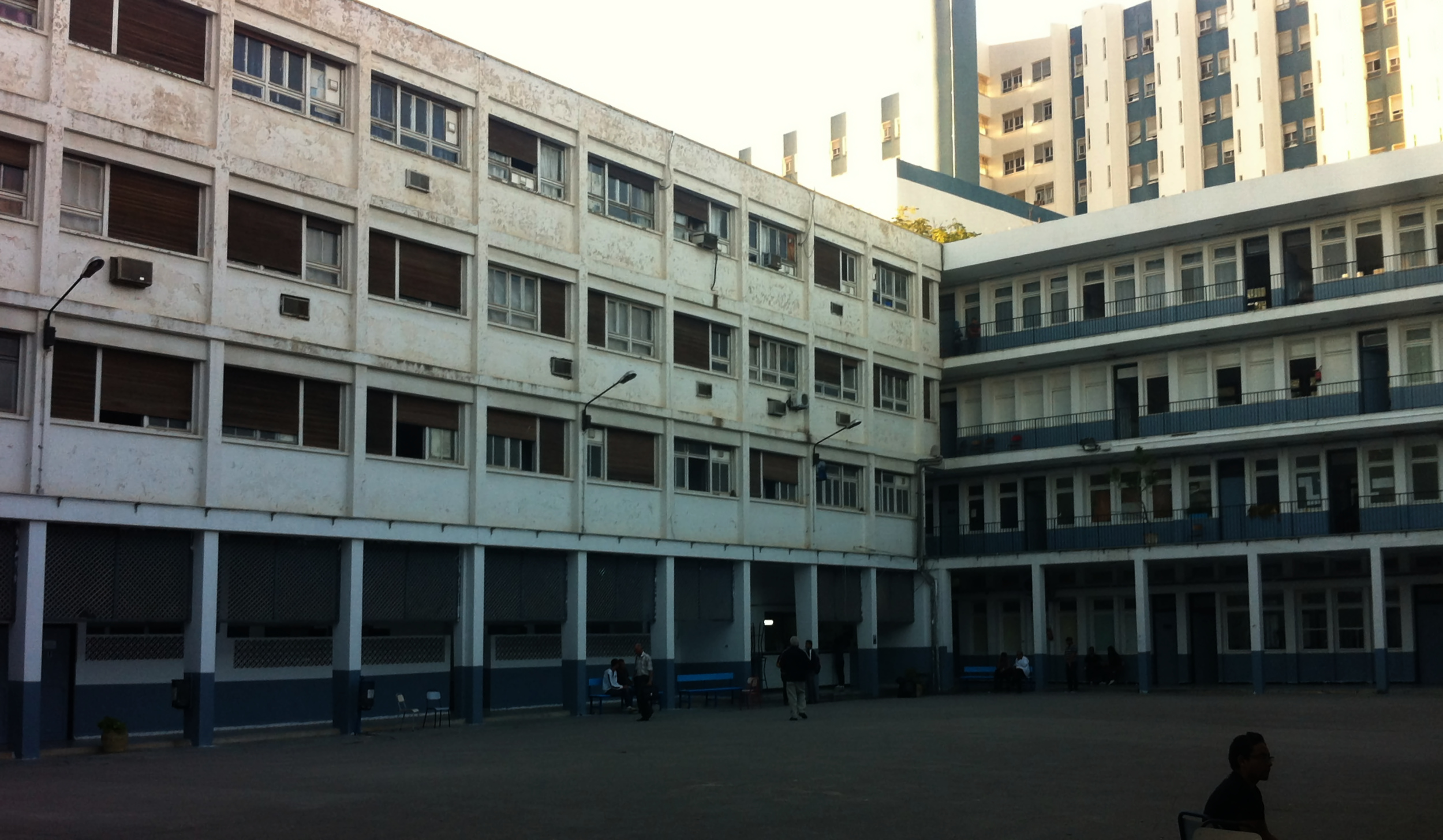
Cour de l'École supérieure des sciences et techniques de Tunis avec, en arrière-plan, l'hôpital militaire.
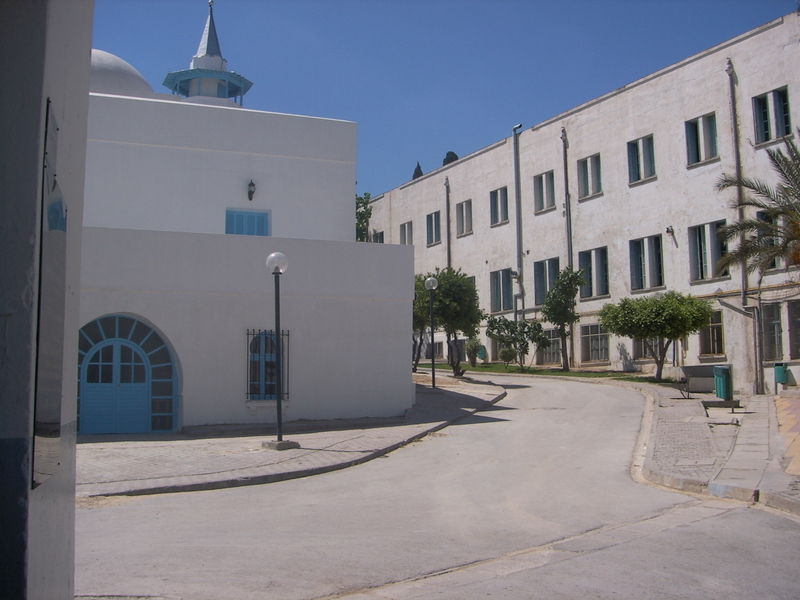
Bloc A de l'Institut préparatoire aux études d'ingénieurs.
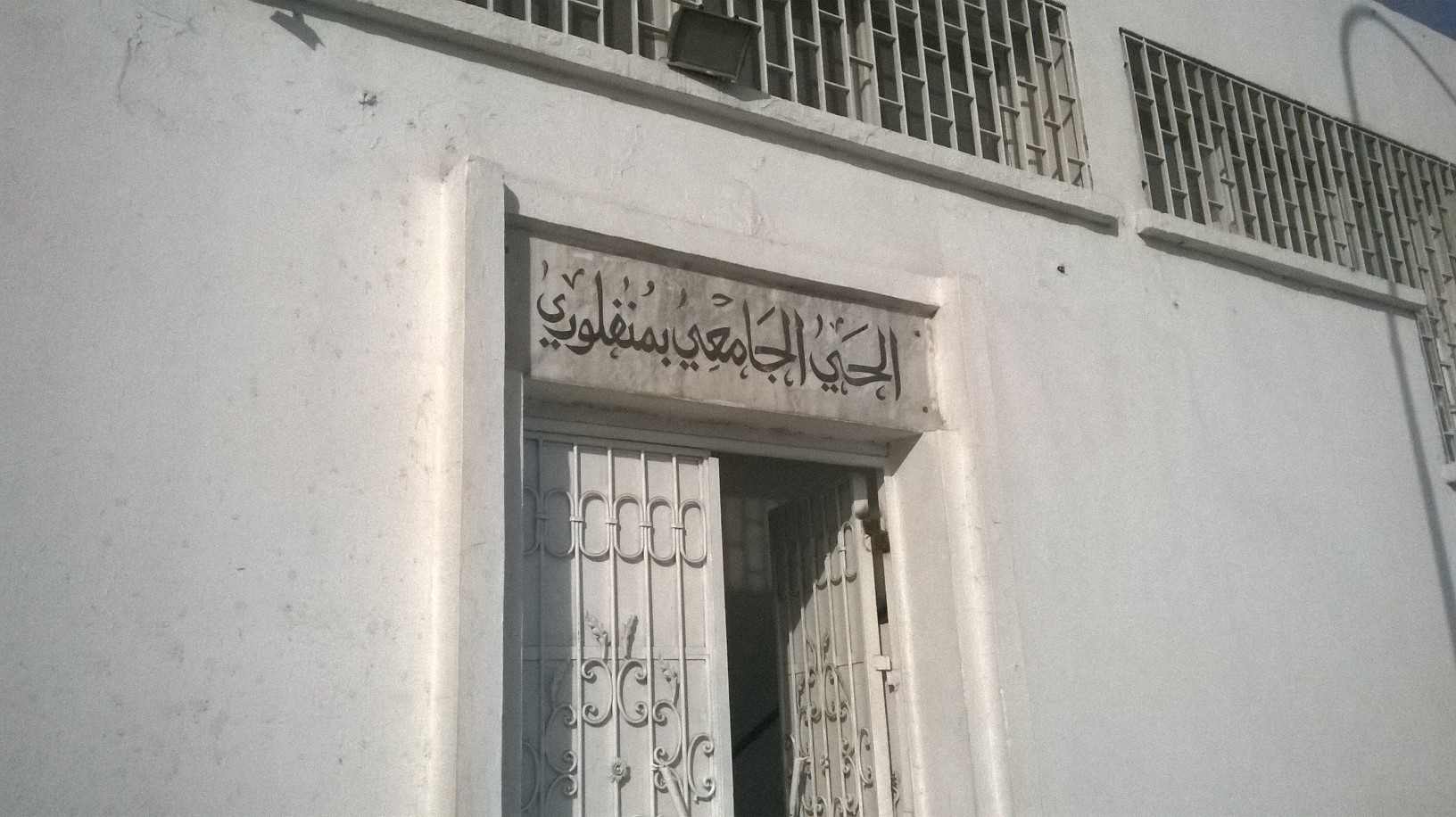
Foyer universitaire de Montfleury.